# بادقپک سرکوهی
بادقپک سرکوهی (نام علمی: Collocalia isonota) نام یک گونه از سرده بادقپک‌های لانه‌چسبی است.